# Förberedelseklass
Förberedelseklass (FBK) är en klass för invandrare med fokus på det svenska språket och samhället. Eleven uppmuntras i att känna stolthet över sin bakgrund och sitt modersmål.  Syftet är förberedelse för den svenska skolan genom tillvänjning till det svenska språket och kulturen. Målsättningen är att uppnå en kunskapsnivå i det svenska språket så att eleven kan tillgodogöra sig undervisning i en svensk klass.
Eleverna skrivs in både i förberedelseklassen och i en ordinarie klass.  Inskrivningstiden i förberedelseklassen beror på individuella faktorer som ålder, skolbakgrund och språkutvecklingen i svenska.